# Chaos A.D.
Albums de Sepultura
Third World Posse
(1992) Refuse/Resist
(1994)
Singles
1. Refuse/Resist
Sortie : 1993
2. Territory
Sortie : 1993
3. Slave New World
Sortie : 1993

Chaos A.D. (Chaos Anno Domini) est le cinquième album studio du groupe brésilien de thrash metal Sepultura, sorti le 19 octobre 1993 chez Roadrunner Records. Ce fut le premier enregistrement qui a aidé le groupe à transcender leur précédent style le death/thrash metal, ils ont approfondi leur son avec des éléments issu du punk hardcore, du metal industriel et de la musique traditionnelle brésilienne. L'album a été certifié or et argent à travers l'Europe et les États-Unis.

## Production
Le groupe a rencontré un certain nombre de producteurs, y compris le compositeur de jazz d'avant-garde John Zorn et Al Jourgensen du groupe de metal industriel Ministry. Ils ont finalement choisi Andy Wallace, qui avait préalablement mixé Arise. Sepultura voulait l'isolement, Andy Wallace suggère le Rockfield Studios, situé en Galles du Sud.
"Kaiowas" a été enregistré au milieu des ruines du château médiéval de Chepstow. C'était une piste entièrement acoustique, avec Andreas Kisser et Max Cavalera sur les guitares, le batteur Igor Cavalera et le bassiste Paulo Jr. qui gèrent les fonctions de percussions. Quand ils ont enregistré "Kaiowas", le quatuor n'a même jamais voulu le jouer en concert, parce qu'ils pensaient qu'il serait trop difficile de recréer la batterie sur scène. Ils ont changé d'avis après avoir vu une vidéo du groupe américain Neurosis :  «Nous avons vu dans la vidéo en live des gars de Neurosis qui déposent leurs guitares et tout le monde a commencé à jouer de la batterie sur scène», se souvient le guitariste Andreas. «Nous avons décidé d'essayer la même chose. Nous avons répété une fois et c'était merveilleux. Nous n'avons pas cessé de jouer la chanson en live depuis».
Pendant les sessions d'enregistrement de Chaos A.D., Sepultura a enregistré un certain nombre de reprises "The Hunt", de New Model Army, "Polícia", de Titãs, "Inhuman Nature", du groupe de punk hardcore Final Conflict, et "Crucificados pelo Sistema", du Ratos de Porão. Igor était un fan de New Model Army et il a convaincu les autres membres du groupe de reprendre "The Hunt" sur l'album. Paulo plaisantait en disant que l'argent de l'album irait tout droit à de nouvelles prothèses pour Justin Sullivan, le chanteur édenté de New Model Army. Les 3 dernières reprises seraient inclus dans les face B et également sur la compilation Blood-Rooted.

## Line-up
Max Cavalera : chant et guitare
Andreas Kisser : guitare et chœurs
Paulo Jr : basse et chœurs
Igor Cavalera : batterie et chœurs

## Chansons
1. "Refuse/Resist" (Max Cavalera, Sepultura) - 3:19
2. "Territory" (Andreas Kisser, Sepultura) - 4:47
3. "Slave New World" (Cavalera, Evan Seinfeld, Sepultura) - 2:55
4. "Amen" (Cavalera, Sepultura) - 4:27
5. "Kaiowas" (Sepultura) - 3:43
6. "Propaganda" (Cavalera, Sepultura) - 3:33
7. "Biotech Is Godzilla" (Jello Biafra, Sepultura) -1:52
8. "Nomad" (Kisser, Sepultura) - 4:59
9. "We Who Are Not as Others" (Cavalera, Sepultura) - 3:42
10. "Manifest" (Cavalera, Sepultura) - 4:49
11. "The Hunt" (Justin Sullivan, Robert Heaton, New Model Army) - 3:59
12. "Clenched Fist" (Cavalera, Sepultura) - 4:58
13. "Chaos B.C." (Sepultura, Roy Mayorga) - 5:12
14. "Kaiowas (Tribal Jam)" (Sepultura) - 3:47
15. "Territory (Live)" (Cavalera, Sepultura) - 4:48
16. "Amen/Inner Self (Live)" (Cavalera, Kisser, Sepultura) - 8:42

Les pistes de 13 à 16 sont des "bonus tracks" incluses dans la réédition américaine de 1996. L'original comprend une piste cachée (prise de son des rires à la fin du morceau "We Who Are Not as Others"). L'intro de "Refuse/Resist" contient, au tout début, les battements du cœur de Zion Cavalera, le fils de Max, enregistrés avant sa naissance, lors d'une échographie du ventre de Gloria Cavalera.